# اوپندرا (فیلم)
اوپندرا (به انگلیسی: Upendra) فیلمی محصول سال ۱۹۹۹ و به کارگردانی ویمال کومار است. در این فیلم بازیگرانی همچون اوپندرا راو، راوینا تاندون و پرما ایفای نقش کرده‌اند.